# Tom French
Pour les articles homonymes, voir French.
Pas d'image ? Cliquez ici

a Compétitions nationales et continentales officielles uniquement.

b Matchs officiels uniquement.
Dernière mise à jour le 14 novembre 2021.
Tom French, né le 27 novembre 1983 à Hillingdon, est un joueur de rugby à XV, qui évoluait au poste de pilier.

## Carrière

### En club
- London Wasps  Angleterre 2003-2010
- Nottingham RFC  Angleterre 2010-2011
- London Welsh  Angleterre 2011-2012

En 2006-2007, il dispute la coupe d'Europe avec les Wasps. 
Il fait partie de l'Académie des Wasps, il ajoué quelques matchs avec l'équipe première. Il a rejoint le club l'été 2001 et il a disputé son premier match avec l'équipe première en 2003. Il a  connu des sélections en - de 18 et - de 21 ans avec l'équipe d'Angleterre.

## Palmarès
- coupe d'Europe 2003-2004 avec les Wasps.
- Champion d'Angleterre 2004, 2005